# شلیک نافرجام
شلیک نافرجام (به انگلیسی: Misfire) یک فیلم اکشن آمریکایی محصول سال ۲۰۱۴ به کارگردانی آر. الیس فریزیر با بازی گری دنیلز می‌باشد. این فیلم در اکتبر سال ۲۰۱۴ به صورت فیلم ویدئویی منتشر شد.

## داستان
مردی بعد از ناپدید شدن همسر روزنامه نگارش، شروع به جستجو برای یافتن وی می‌کند اما او معتقد است که او توسط رئیس کاریزماتیک ربوده شده و…

## بازیگران
- گری دنیلز در نقش کول
- ونسا واسکوئز در نقش گریسی
- مایکل گرکو در نقش جانی
- لوئیس گرتیا در نقش رائول مونته‌نگرو
- جفری راس در نقش فیتز
- آلما کروز در نقش سارا